# Ardisia tacarcunana
Ardisia tacarcunana är en viveväxtart som beskrevs av C.L. Lundell. Ardisia tacarcunana ingår i släktet Ardisia och familjen viveväxter. Inga underarter finns listade i Catalogue of Life.